# Gerupura, Hosanagara
Gerupura là một làng thuộc tehsil Hosanagara, huyện Shimoga, bang Karnataka, Ấn Độ.